# Orissaare
Le Bourg de Orissaare (en estonien : Orissaare) est un petit bourg (alevik) rural  Comté de Saare sur l'île de Saaremaa en Estonie.
C'était le centre administratif de la Commune de Orissaare. 
Au 31 décembre 2011, il comptait 841 habitants.

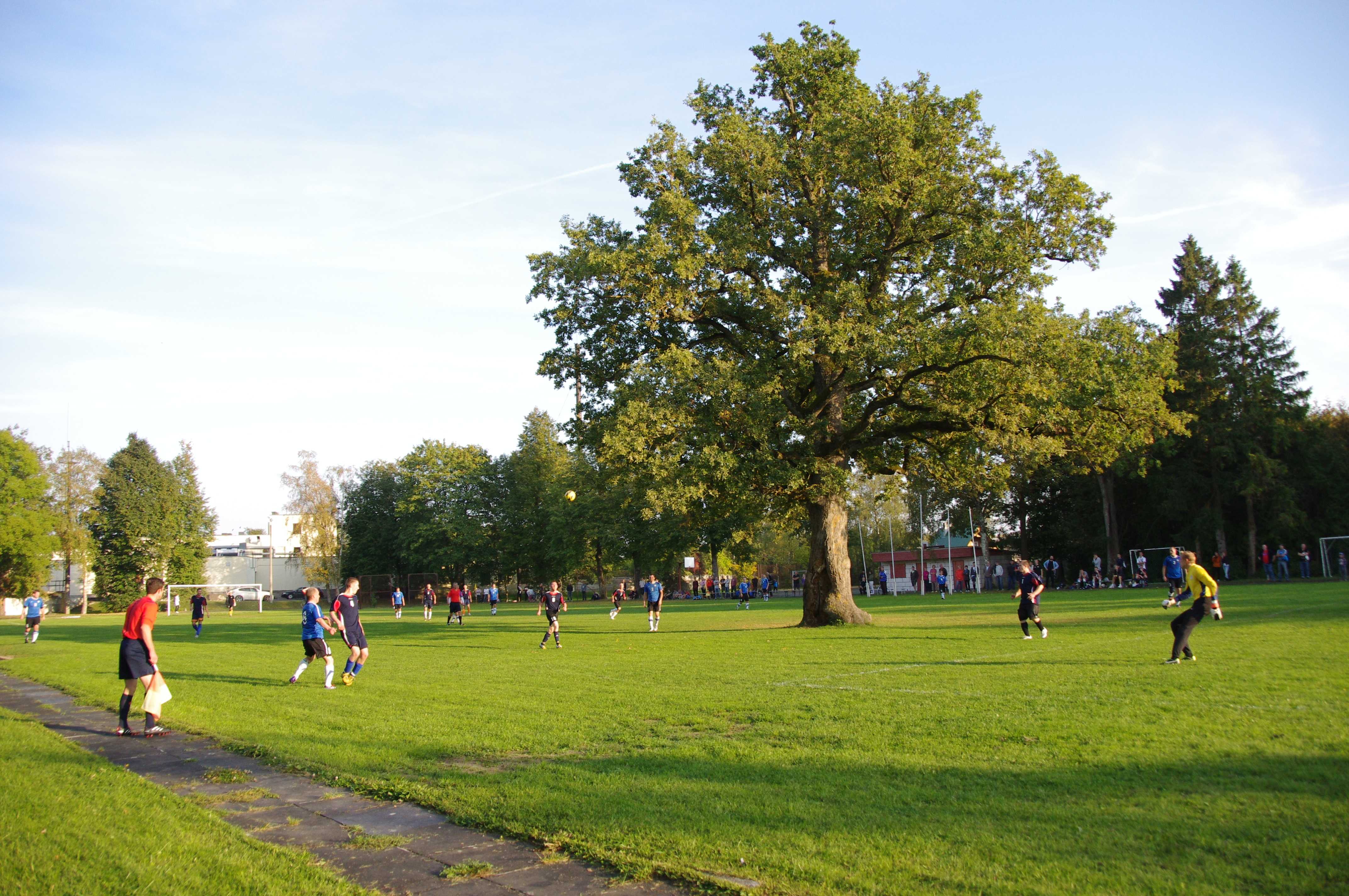
Le chêne d'Orissaare, arbre européen de l'année 2015.